# Лидбитер, Чарльз
Чарльз Лидбитер — британский журналист, консультант, аналитик и автор ряда книг, посвященных новым тенденциям и новаторским моделям в экономике.

## Биография
Начав журналистскую карьеру в 80-х годах в Marxism Today, он перешёл в Financial Times, где проработал 10 лет в качестве редактора различных разделов, а также выполнял обязанности шефа токийского бюро газеты. За свою журналистскую деятельность был отмечен рядом наград (в том числе от газеты The New York Times). В качестве консультанта сотрудничал с BBC, Vodafone, Microsoft, Ericsson, Channel Four Television, мэрией Шанхая, правительством Великобритании, Министерством торговли и промышленности Евросоюза. Некоторое время был советником Тони Блэра. Будучи помощником редактора в британском ежедневнике Independent, принимал участие в создании знаменитого дневника Бриджит Джонс.
В своих работах Лидбитер подчеркивает роль совместного творчества и кооперации как основы новой модели развития экономики, позволяющей существенно сократить издержки и повысить эффективность. Интернет, как считает Лидбитер, является средой, способствующей развитию коллективного предпринимательства. Рассмотрению подобных примеров и тому влиянию, которое они могут оказать на формирование будущей экономики, он посвятил книгу "Мы - Думаем. Массовые инновации, не массовое производство", изданную в 2008 году. На данный момент Чарльз Лидбитер участвует в программе Атлас Идей (Atlas of Ideas), цель которой - раскрыть научный и инновационный потенциал активно развивающихся стран Азии.

## Статьи в Marxism Today
- Progressive Individualism
- Facing up to the Future
- The Rise of the Social Market
- Karaokе Culture
- Manifesto for Public Services